# Acacia longifolia
Acacia longifolia — вид квіткових рослин з родини бобових. Ареал: Австралія (Новий Південний Уельс, Квінсленд, Вікторія, Південна Австралія).

## Середовище
Цей вид росте в угрупованнях склерофілів, а також у прибережних вересах і чагарниках, включно з піском на передніх дюнах.

## Біоморфологічна характеристика
Це кущ або невеликий дерево (0,5–10 метрів), має гладку або дрібно-тріщинисту кору сіруватого кольору і довге листя. Вічнозелені та голі філодії переважно прямі, але іноді злегка вигнуті, мають довжину від 4 до 20 см і ширину від 4 до 30 мм і мають численні помітні поздовжні жилки. Цвіте з червня по жовтень у рідному ареалі, утворюючи прості суцвіття, які з'являються поодиноко або парами в пазухах листя. Квітки яскраво або блідо-жовті. Стручки від прямих до сильно скручених і піднятих над і стиснутими між кожним насінням. Стручки зазвичай мають довжину від 4 до 15 см і товщину від 2,5 до 6 мм і досить крихкі в сухому стані.

## Використання
Цей вид широко висаджується як декоративний і втікає від вирощування, особливо в Південній Австралії.